# HD 1187
HD 1187 är en orange jätte i Bildhuggarens stjärnbild.
Stjärnan har visuell magnitud +5,64 och är synlig för blotta ögat vid god seeing.